# The Lullaby
The Lullaby er en amerikansk stumfilm fra 1924 af Chester Bennett.

## Medvirkende
- Jane Novak som Felipa / Antoinette
- Robert Anderson som Tony
- Fred Malatesta som Pietro
- Dorothy Brock som Antoinette
- Cleo Madison som Mrs. Marvin
- Otis Harlan som Thomas Elliott